# Методи Петров (политик)
 Методи Иванов Петров, известен като Волгата, е български политик, деец на БЗНС, кмет на Михайловград (1945 – 1948 г.), председател на ГНС Михайловград (1948 – 1952 г.), член на Националния съвет на Отечествения фронт, народен представител от 1953 г. пет мандата, заместник-председател на Околийския и Окръжен народен съвет Михайловград и др.

## Биография
Роден е на 9 януари 1909 г. в с. Гаганица, Берковско. Завършва шести гимназиален клас (десети клас), а през 1926 г. Държавно практическо земеделско училище в Кнежа. Работи в чифлика на братя Харитови в Бойчиновци. От 1927 г. е член на Земеделския младежки съюз, а от 1930 г. е член на БЗНС. През 1932 г. се установява в гр. Фердинанд, семеен е, има син и дъщеря. До 1944 г. сътрудничи в местния вестник „Наше слово“ и е арестуван заради съдържанието на публикуваните статии. Участва в изграждането на ОФ, в Соболевата акция, разпространява нелегална литература, ятак е на партизаните от отряд „Христо Михайлов“. След 9 септември 1944 г. е председател на Околийското ръководство на БЗНС в Михайловград и на Окръжната земеделска дружба във Враца. Кмет на Михайловград (1945 – 1948 г.) и председател на Градския народен съвет (1948 – 1952 г.). От 1953 г. пет мандата е народен представител от БЗНС, окръжен съветник, член на Бюрото на Околийския комитет на ОФ Михайловград и на Изпълнителния комитет на ОНС Враца, заместник-председател на Околийския и Окръжен народен съвет Михайловград. Умира на 2 март 1979 г.

## Политическа дейност

### 1945 -1948 г.
По решение на Околийския комитет на ОФ Михайловград от 31 юли 1945 г. заема длъжността кмет на Временната общинска управа на 3 август същата година и осъществява разностранна дейност за развитието на околийския център. Възложено е на комисия да проучи условията за изработване на градоустройствен план на града. Извършени са редица благоустройствени дейности: павиране на площад „Алеко Константинов“, определяне на място за спортно игрище и построяване на стадион за спортен клуб „Ботев“. Сключен е заем с Популярната банка в града от 100 000 лв. за обзавеждане на новата сграда на гимназията. През 1946 г. е приета четиригодишна програма за развитието на Михайловград, която включва важни обекти от икономическо и социално значение: кланица и хладилник с хали, комбинат с фурна и пералня, родилен и детски дом, квартално училище, съдебна палата, общински дюкяни и басейн за къпане, пресушаване на блата, шосиране на улици и залесяване в местността „Баира“. През същата година с оглед на новите политически условия е извършено масово преименуване на улици, една част от които наименования по-късно са отменени. Приет е стопански план на Михайловградска градска община за 1946 г. и е учредена Народна кооперативна болница, в която членуват 19 общини. Предвидено е радиофициране на града и е изработен тригодишен план (1947 – 1950 г.) за благоустрояване – построяване на улици. Общинската управа изпълнява и редица стопански задачи като предаване на наряди и др. На 23 декември 1947 г. в града са национализирани 18 промишлени предприятия, някои от които са предадени на общината – мелници, содолимонадени фабрики и печатници, назначена е комисия за приемането им и е предвидено тяхното обособяване в едно предприятие.
От 9 март 1948 г. с Указ на Президиума на ВНС е назначена Временна управа на Михайловград с нова длъжност „председател“. Временната общинска управа закрива длъжността „кмет“ и открива длъжността „председател“ на Временната управа. След настъпилите промени Методи Петров продължава да изпълнява ръководните си функции в общината вече като председател на Временната общинска управа, а по-късно и като председател на Градския народен съвет, Михайловград.

### 1948 – 1952 г.
Методи Петров изпълнява длъжността председател на Временната градска управа в продължение на една година от 19 май 1948 г. когато е закрита длъжността „кмет“ и е открита длъжност „председател“ (до провеждането на избори за ГНС на депутатите на трудещите се през май 1949 г.) Председател на ГНС на депутатите на трудещите се е през периода (1949 – 1952 г.)
През четиригодишния период на неговото управление продължават преобразуванията в обществено-икономическия живот и изграждането на нови административни структури на властта в града и околията. Извършва се обединение на отделните стопански единици в по-големи производствени предприятия: Трудовопроизводителен занаятчийски кооперативен комбинат „Занкооп“ с осем ТПК; Ветеринарно предприятие с ветеринарна лечебница, кланица, месоснабдяване и търговия с домашни животни (1948).
В отделните отрасли и дейности се създават околийски учреждения и стопански организации: Околийски промкомбинат, Околийско пълномощничество на доставките и хранителната промишленост, Териториална проектантска организация, Агенция на ДЗИ, Околийска прокуратура, Районен клон на ДСК, Околийска санитарно-епидемиологична станция, Околийско управление „Кинефикация“.
Създадени или преустроени на самоиздръжка са редица общински предприятия и дружества: Общинска концесионна аптека, Търговско предприятие „Градска търговия“ за търговия на дребно, обществено хранене и производство на хлебни и сладкарски изделия, Стопанско предприятие „Комунални услуги“ за експлоатация и поддържане на градски водопровод, баня, чистотата на улиците и парковете, Стопанско предприятие „Жилфонд“, Обединена градска болница с болница, поликлиника и родилен дом.
ГНС оказва съдействие за създаване на нови стопански предприятия на територията на града в редица значими отрасли: Автобаза (ДАП – Михайловград), ТКЗС „Васил Коларов“ с 21 членове, Държавно горско стопанство, Машинно-тракторна станция, представителство на ДСП „Месоцентрала“ – Враца.
Създават се нови културни и образователни институции: детска градина за 30 деца, дружество на Народния съюз за спорт и техника, Научно-техническо дружество, ГК на ДОСО, Училище за трудови резерви №12 (Техникум по механотехника), градска радиоуредба. Съобразно новите политически условия се извършва масово преименуване на улици и учреждения: площад „Алеко Константинов“ в пл. „Йосиф Сталин“, улица „Главна“ в булевард „Георги Димитров“, читалище „Разум“ в читалище „Васил Коларов“ и др.